# Acleris crassa
Acleris crassa (лат.) — вид бабочек из семейства листовёрток. Распространён на острове Хонсю (Япония). Бабочек можно наблюдать в мае и повторно в сентябре. Размах крыльев 24 мм. Передние крылья тёмно-бурые с желтовато-охристым пятном на середине дорсального края.